# 润河
润河是安徽省西北部一条河流，为淮河中游左岸支流。原润河发源于临泉县迎仙集三沟（柳树沟、三河沟、小运河），全长174公里，流域面积1294平方公里。后经临泉县调整水系，上段河水于老集镇被截入界南新河。今润河起自临泉县与阜南县交界的界南新河左岸大王庄闸，东流至阜南县柳沟镇东北，右岸有一条长6公里的人工引河引润河水注入陶子河，至焦陂镇北，右岸又有清河分流入淮，至张寨镇以东出阜南县进入颍上县，最后于颍上县西南润河镇西汇入淮河。今润河全长88公里，流域面积864平方公里。